# Jürgen Ponto
Jürgen Ponto (Bad Nauheim, 17 december 1923 - Frankfurt am Main, 30 juli 1977) was een Duits bankier die werd vermoord door leden van de tweede generatie van de Rote Armee Fraktion.
Na het afronden van het gymnasium in Hamburg werd Ponto opgeroepen voor de Wehrmacht. Bij Stalingrad raakte hij zwaargewond, waarop hij in 1944 werd ontslagen uit militaire dienst. Na de oorlog werkte Ponto als jurist en maakte hij vervolgens carrière bij de Dresdner Bank. In 1977 was hij voorzitter van de raad van bestuur van de bank.

## Moord
Op zondag 30 juli 1977 waren Ponto en zijn vrouw Ignes in hun villa in Oberursel aan het inpakken voor een vakantie in Rio de Janeiro. Zij verwachtten bezoek van Susanne Albrecht, de dochter van een studievriend van Ponto. Albrecht arriveerde rond 17:10 in het gezelschap van twee onbekenden, later geïdentificeerd als Brigitte Mohnhaupt en Christian Klar. Albrecht gaf Ponto's vrouw een boeket rode rozen. Toen zijn vrouw wegliep om een vaas te halen, werd Ponto door Mohnhaupt en Klar vijf maal beschoten. Hij overleed later op de dag aan zijn verwondingen. De drie terroristen ontsnapten met de hulp van Peter-Jürgen Boock die buiten in een auto wachtte. De toedracht van de moord bleef lang onduidelijk. Justitie ging ervan uit dat het om een mislukte ontvoering ging. Albrecht verklaarde echter na haar arrestatie in 1990 dat Ponto zich niet verzet had.